# Centième denier
Le centième denier est un impôt royal sur les mutations immobilières établi en France en 1703 par le roi Louis XIV. Il est perçu à partir de 1706.
À chaque mutation de propriété, en dehors des successions en ligne directe, des donations prévues par contrat de mariage et des dons à des œuvres pieuses, il faut verser la taxe représentant le centième de la valeur du bien.
Ce droit est la contrepartie de l'enregistrement (insinuation) de l'acte sur les registres du greffe du bailliage afin que quiconque puisse le consulter.
En 1789, le centième denier rapporte environ 9 millions de livres.

## Autres significations
- Le centième denier est le nom d'une taxe annuelle de 1/100° de la valeur, évaluée par le propriétaire, d'un office. En 1771, il remplace la paulette[4].

- En Artois, la province dispose d'une taxe, le centième denier, sur le revenu des biens fonciers établi en 1569 par le roi d'Espagne Philippe II[5].